# Jérémie Roumégous
Jérémie Roumégous est un footballeur français né le 9 mai 1985 à Villefranche-de-Rouergue qui évolue au poste de défenseur.

## Biographie
Après deux saisons au Rodez AF, il évolue au poste de défenseur au sein de l'effectif du Nîmes Olympique de 2006 à 2009. Il joue ses premiers matches en Ligue 2 avec la formation gardoise lors de la saison 2008-2009. Au total 24 rencontres, et une place de titulaire sur la deuxième partie de saison.
Il quitte le club à l'issue de la saison, ne renouvelant pas son contrat.
En juin 2009, il signe un contrat de 3 ans en faveur de La Berrichonne de Châteauroux, toujours en Ligue 2.